# DFB-Pokal 2013-2014
La DFB-Pokal 2013-2014 è stata la 71ª edizione della Coppa di Germania, è iniziata il 2 agosto 2013 e si è conclusa il 17 maggio 2014, con la finale disputata allo Stadio Olimpico di Berlino. Il Bayern Monaco ha battuto 2-0 il Borussia Dortmund e ha vinto il trofeo per la diciassettesima volta.

## Club partecipanti
64 squadre hanno preso parte al primo turno della competizione.
| Fußball-Bundesliga 2012-2013 tutte le squadre | 2. Fußball-Bundesliga 2011-2012 tutte le squadre | 3. Liga 2011-2012 le prime 4 squadre                          | Squadre vincitrici delle coppe regionali1 |
| - Amburgo - Augusta - Borussia Dortmund - Borussia Mönchengladbach - Bayer Leverkusen - Bayern Monaco - Eintracht Francoforte - Fortuna Düsseldorf - Friburgo - Greuther Fürth - Hannover 96 - Hoffenheim - Magonza - Norimberga - Stoccarda - Schalke 04 - Werder Brema - Wolfsburg | - Aalen - Bochum - Colonia - Dinamo Dresda2 - Duisburg - Eintracht Braunschweig - Energie Cottbus - Erzgebirge Aue - FSV Francoforte - Hertha Berlino - Ingolstadt 04 - Jahn Regensburg - Kaiserslautern - Monaco 1860 - Paderborn 07 - Sandhausen - St. Pauli - Union Berlino | - Karlsruhe - Arminia Bielefeld - Osnabrück - Preußen Münster | - Nöttingen (Baden Settentrionale)3 - Rosenheim (Baviera) - Illertissen (Baviera)4 - Dynamo (Berlino) - FSV Optik Rathenow (Brandeburgo) - Aumund-Vegesack (Brema) - Victoria Amburgo (Amburgo) - Darmstadt 98 (Assia) - Neustrelitz (Meclemburgo-Pomerania Anteriore) - Fortuna Colonia (Renania Centrale) - Baumberg (Renania Meridionale) - Wilhelmshaven (Bassa Sassonia) - Schwarz-Weiß Rehden (Bassa Sassonia)5 - Eintracht Treviri (Renania) - Saarbrücken (Saarland) - RB Lipsia (Sassonia) - Magdeburgo (Sassonia-Anhalt) - Neumünster (Schleswig-Holstein) - Bahlinger (Sud Baden) - Pfeddersheim (Renania-Palatinato) - SCHOTT Jena (Turingia) - SWiedenbrück 2000 (Vestfalia) - Lippstadt 08 (Vestfalia)6 - Heidenheim (Württemberg) - Neckarsulmer (Württemberg)1 |

1 Le tre regioni con più team partecipanti (Baviera, Bassa Sassonia, Vestfalia) hanno il diritto di iscrivere due squadre per la competizione. In aggiunta, anche il Württemberg può fornire una seconda squadra a causa dell'esclusione della Dinamo Dresda.

2 La Dinamo Dresda è stata esclusa a causa del comportamento violento dei suoi tifosi durante il secondo turno della stagione precedente contro l'Hannover 96.

3 Il Nöttingen si è qualificato come finalista perdente dato che il Karlsruhe si è qualificato tramite la sua posizione in campionato.

4 L'Illertissen si è qualificato come terza dato che la vincente Monaco 1860 II e Bayern Monaco II sono ineleggibili per la competizione.

5 Dato che l'Osnabrück, vincente della Coppa della Bassa Sassonia, è qualificata grazie alla posizione in campionato e dato che la Bassa Sassonia fornisce due squadre alla competizione, le semifinaliste perdenti hanno dovuto disputare un playoff per il secondo posto. Il Rehden ha battuto il U.L.M. Wolfsburg per 3-0.

6 Dato che la finalista della Vestfalia, l'Arminia Bielefeld, è qualificata grazie alla posizione in campionato e dato che la Vestfalia fornisce due squadre alla competizione, il secondo posto sarebbe spettato a una delle semifinaliste perdenti. Ma anche il Preußen Münster è qualificata grazie al campionato quindi il Lippstadt accede alla manifestazione senza dover disputare playoff.

## Calendario
Questo il calendario della competizione:
| Fase             | Turno                                    | Date |
| ---------------- | ---------------------------------------- | ---- |
| Fase Finale      |                                          |      |
| 1º turno         | 2/5 agosto 2013                          |      |
| 2º turno         | 24/25 settembre 2013                     |      |
| Ottavi di finale | 3/4 dicembre 2013                        |      |
| Quarti di finale | 11/12 febbraio 2014                      |      |
| Semifinali       | 15/16 aprile 2014                        |      |
| Finale           | 17 maggio 2014 Berlino (Stadio Olimpico) |      |

## Primo turno
| Squadra 1             | Risultato         | Squadra 2              |
| --------------------- | ----------------- | ---------------------- |
| 2 agosto 2013         |                   |                        |
| Heidenheim            | 1 – 1 (3 – 4 dtr) | Monaco 1860            |
| Osnabrück             | 3 – 0             | Erzgebirge Aue         |
| RB Lipsia             | 0 – 2             | Augusta                |
| 3 agosto 2013         |                   |                        |
| Aumund-Vegesack       | 0 – 9             | Hoffenheim             |
| Lippstadt 08          | 1 – 6             | Bayer Leverkusen       |
| Fortuna Colonia       | 1 – 2             | Magonza                |
| Neustrelitz           | 0 – 2 (dts)       | Friburgo               |
| SV Wilhelmshaven      | 0 – 3             | Borussia Dortmund      |
| Sportfreunde Baumberg | 1 – 4             | Ingolstadt 04          |
| Neckarsulmer          | 0 – 7             | Kaiserslautern         |
| Magdeburgo            | 0 – 1             | Energie Cottbus        |
| Bahlinger SC          | 1 – 3             | Bochum                 |
| Rosenheim 1860        | 0 – 2             | Aalen                  |
| Karlsruhe             | 1 – 3             | Wolfsburg              |
| Eintracht Treviri     | 0 – 2             | Colonia                |
| 4 agosto 2013         |                   |                        |
| Saarbrücken           | 3 – 1 (dts)       | Werder Brema           |
| Darmstadt             | 0 – 0 (5 – 4 dtr) | Borussia M'gladbach    |
| Arminia Bielefeld     | 2 – 1             | Eintracht Braunschweig |
| Victoria Amburgo      | 0 – 2             | Hannover 96            |
| Pfeddersheim          | 0 – 2             | Greuther Fürth         |
| Glaswerk Jena         | 0 – 4             | Amburgo                |
| BFC Dynamo            | 0 – 2             | Stoccarda              |
| Neumünster            | 2 – 3 (dts)       | Hertha Berlino         |
| Wiedenbrück           | 1 – 0             | Fortuna Düsseldorf     |
| Optik Rathenow        | 1 – 3 (dts)       | FSV Francoforte        |
| Illertissen           | 0 – 2             | Eintracht Francoforte  |
| Preußen Münster       | 1 – 0             | St. Pauli              |
| Sandhausen            | 1 – 1 (4 – 3 dtr) | Norimberga             |
| 5 agosto 2013         |                   |                        |
| Nöttingen             | 0 – 2             | Schalke 04             |
| Jahn Ratisbona        | 1 – 1             | Union Berlino          |
| Duisburg              | 2 – 3             | Paderborn              |
| Rehden                | 0 – 5             | Bayern Monaco          |

## Secondo turno
| Squadra 1             | Risultato   | Squadra 2         |
| --------------------- | ----------- | ----------------- |
| 24 settembre 2013     |             |                   |
| Preußen Münster       | 0 – 3       | Augusta           |
| Wiedenbrück           | 1 – 3       | Sandhausen        |
| Monaco 1860           | 0 – 2 (dts) | Borussia Dortmund |
| Wolfsburg             | 2 – 0       | Aalen             |
| Arminia Bielefeld     | 0 – 2       | Bayer Leverkusen  |
| Amburgo               | 1 – 0       | Greuther Fürth    |
| Magonza               | 0 – 1       | Colonia           |
| Hoffenheim            | 3 – 0 (dts) | Energie Cottbus   |
| 25 settembre 2013     |             |                   |
| Saarbrücken           | 2 – 1       | Paderborn         |
| Eintracht Francoforte | 2 – 0       | Bochum            |
| FSV Francoforte       | 0 – 2       | Ingolstadt 04     |
| Kaiserslautern        | 3 – 1       | Hertha Berlino    |
| Osnabrück             | 0 – 1       | Union Berlino     |
| Darmstadt             | 1 – 3       | Schalke 04        |
| Bayern Monaco         | 4 – 1       | Hannover 96       |
| Friburgo              | 2 – 1       | Stoccarda         |

## Ottavi di finale
| Squadra 1             | Risultato | Squadra 2         |
| --------------------- | --------- | ----------------- |
| 3 dicembre 2013       |           |                   |
| Union Berlino         | 0 – 3     | Kaiserslautern    |
| Amburgo               | 2 – 1     | Colonia           |
| Schalke 04            | 1 – 3     | Hoffenheim        |
| Saarbrücken           | 0 – 2     | Borussia Dortmund |
| 4 dicembre 2013       |           |                   |
| Friburgo              | 1 – 2     | Bayer Leverkusen  |
| Wolfsburg             | 2 – 1     | Ingolstadt 04     |
| Eintracht Francoforte | 4 – 2     | Sandhausen        |
| Augusta               | 0 – 2     | Bayern Monaco     |

## Quarti di finale
| Squadra 1             | Risultato  | Squadra 2         |
| --------------------- | ---------- | ----------------- |
| 11 febbraio 2014      |            |                   |
| Eintracht Francoforte | 0 – 1      | Borussia Dortmund |
| 12 febbraio 2014      |            |                   |
| Hoffenheim            | 2 – 3      | Wolfsburg         |
| Bayer Leverkusen      | 0 – 1(dts) | Kaiserslautern    |
| Amburgo               | 0 – 5      | Bayern Monaco     |

## Semifinali
| Squadra 1         | Risultato | Squadra 2      |
| ----------------- | --------- | -------------- |
| 15 aprile 2014    |           |                |
| Borussia Dortmund | 2 – 0     | Wolfsburg      |
| 16 aprile 2014    |           |                |
| Bayern Monaco     | 5 – 1     | Kaiserslautern |

## Finale
| Arbitro: | Florian Meyer |

|  |           |                           |
|  | Marcatori | 107’ Robben 120+3’ Müller |